# Транкапечо

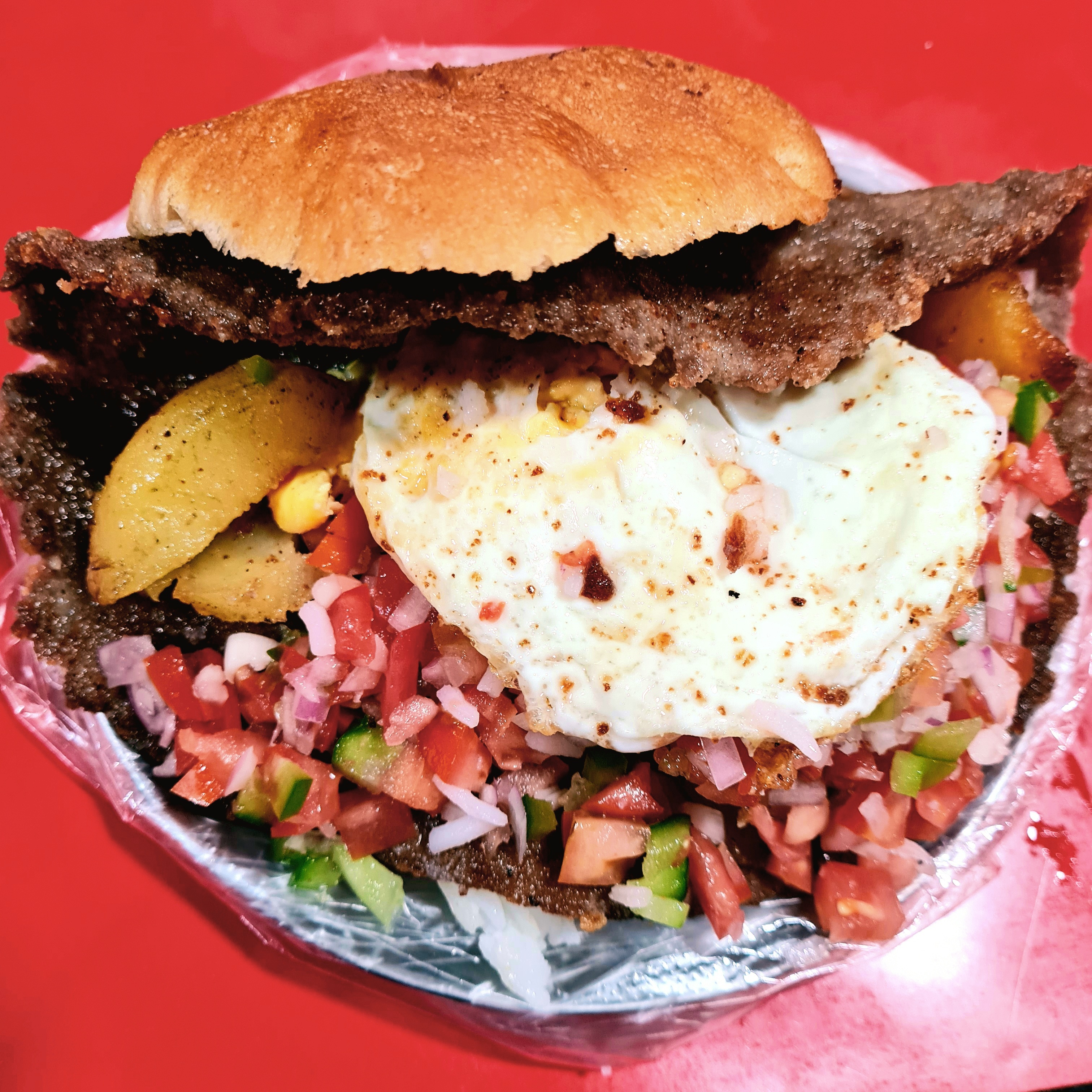
Транкапечо

Trancapecho — це сендвіч, який подають у Кочабамбі, Болівія. Воно походить від страви під назвою сільпанчо. Усі інгредієнти, включно з рисом, з'єднуються з хлібом. У Кочабамбі цей бутерброд можна знайти на ринках і поблизу Католицького університету Сан-Паула.